# Każdy na coś czeka
Każdy na coś czeka – singel zespołu Grupa Operacyjna pochodzący z albumu „Terapia szokowa”.

## Utwory na singlu
1. „Każdy na coś czeka (wersja płytowa)”
2. „Każdy na coś czeka (Upstream remix)”